# 제2차 세계 대전의 군용 차량 목록
제2차 세계 대전의 군용 차량 목록은 제2차 세계 대전 중에 사용된 군용 차량 목록이다. 일부는 생산 숫자가 포함되어 있다.

## 뉴질랜드

### 트랙터 개조
- 밥 셈플 전차 (4대)

### 경전차
- 바퀴 및 궤도식 경전차 (스코필드) - 바퀴와 궤도 겸용 고속 전차로, 프로토타입만 만들어졌다.

## 독일
더 읽어보기
- 제2차 세계 대전 중 독일군 기갑차량 목록
- 제2차 세계 대전 중 독일군 군용 차량 목록

### 전차

#### 경전차
- SdKfz 101 1호 전차 (Panzerkampfwagen I) (3,970대)
- SdKfz 121 2호 전차 (Panzerkampfwagen II) (3,996대)
- 35(t) 전차(Panzerkampfwagen 35(t)) - 체코슬로바키아가 개발한 경전차로 722대를 독일군이 인수했고, 추가로 219대가 생산됨
- 38(t) 전차(Panzerkampfwagen 38(t)) - 체코슬로바키아가 설계한 전차로 1,168대 생산.

#### 중(中)전차
- SdKfz 141 3호 전차 (Panzerkampfwagen III) (5,728대)
- SdKfz 161 4호 전차 (Panzerkampfwagen IV) (11,900대 이상)
- SdKfz 171 5호 전차 판터 (Panzerkampfwagen V "Panther") (~6,000대)

#### 중(重)전차
- SdKfz 181 Panzerkampfwagen VI Ausf. E 6호 전차 티거1 (1,355대)
- SdKfz 182 Panzerkampfwagen VII Ausf. B 6호 전차 B형 티거2 또는 킹타이거 (490대)
- 8호 전차 마우스 (프로토타입)
- E-100 초중전차 (프로토타입)

### 장갑차
- SdKfZ 221 경장갑차
- SdKfZ 222 경장갑차
- SdKfZ 223 경장갑차
- SdKfz 231 6륜 중장갑차
- SdKfz 232 8륜 중장갑차
- SdKfz 233 8륜 중장갑차
- SdKfz 234/1 8륜 중장갑차
- SdKfz 234/2 8륜 중장갑차 푸마
- SdKfz 234/3 8륜 중장갑차 슈툼멜
- SdKfz 234/4 8륜 중장갑차

### 반궤도 장갑차
- SdKfz 2 케텐크라프트
- SdKfz 4
- SdKfz 6
- SdKfz 7
- SdKfz 10
- SdKfz 250 (13,000 대 이상)
- SdKfz 251 (모델 A, B 및 C: 4,650대. D형: 10,602대)

### 자주포
- SdKfz 165 훔멜 (100 대 이상)
- SdKfz 138/1 그릴레 1/2
- SdKfz 124 베스페 (676대)
- SdKfz 166 브룸베어 (298대)
- 슈투룸티거 (18대)
- SdKfz 4/1 15 cm 판처베르퍼

### 돌격포
- SdKfz 142 3호 돌격포 (Sturmgeschutz III, StuG III) (10,500대 이상)
- SdKfz 167 4호 돌격포 (Sturmgeschutz IV, StuG IV) (1,108대)

### 구축전차
- 1호 대전차자주포 (202대)
- SdKfz 132 마르더1 (171대)
- SdKfz 131 마르더2 (576대)
- SdKfz 138 마르더3 (975대)
- SdKfz 138/2 헤처 구축전차 (2,584대)
- SdKfz 142/1 3호 돌격포 F형 (8,079대)
- SdKfz 162 4호 구축전차 (1,977대)
- SdKfz 164 나스호른 (494대)
- SdKfz 173 5호 구축전차 야크트판터 (392대)
- SdKfz 184 엘레판트 구축전차 (90대)
- SdKfz 186 6호 구축전차 야크트티거 (77대)

### 자주대공포
- SdKfz 7/1 2 cm 플라크피어링 38 L/112.5
- SdKfz 7/2 3.7 cm 대공포 37 L/98
- SdKfz 10/4 2 cm 대공포 30 L/112.5
- SdKfz 140 대공전차 38(t) 게파트
- SdKfZ 161/3 4호 대공자주포 뫼벨바겐
- SdKfz 161/4 4호 대공자주포 비르벨빈트
- 쿠겔블리츠 대공자주포
- 오스트빈트 대공자주포

### 원격조정
- 골리앗 무인 조종 폭탄

## 미국

### 전차

#### 경전차
- 경전차 M2
- M3/M5 경전차 (22,743대)
- M22 경전차 (830대)[1]
- M24 채피 (12,856대)

#### 중(中)전차
- M3 리 (7,533대)[2]
- M4 셔먼 (58,000대)

#### 중(重)전차
- M26 퍼싱 (1,436대)
- T-28 초중전차 - 프토로타입만 만들어졌음.
- T-30 중전차

### 자주포
- M4 박격포 탑재 장갑차 81 mm (572)
- M7 프리스트 105 mm 탑재 자주포 (3,490대)
- M8 곡사박격포 75 mm (1,178대)
- M10 울버린 (6,706대)
- M12 155mm 자주포
- M18 헬켓 구축전차 76 mm (2,507대)
- M36 잭슨 구축전차 90 mm (1,413대)
- M40 GMC 155 mm

### 병력수송장갑차
- 반궤도 병력수송장갑차 M3 (4,088대)

### 장갑차
- M2 반궤도장갑차
- M3 정찰장갑차 (20,918)
- M8 그레이하운드 (11,667)
- M20 다용도장갑차

### 화포 견인차
- M4 트랙터
- M5 트랙터

### 수륙양용차
- 궤도식 상륙장갑차 LVT
- 병력 및 차량 상륙주정 (LCVP) 또는 히긴스 보트
- DUKW 6륜 수륙양용차 트럭
- M29 위젤

## 벨기에

### 전차
- FT-17/18
- T15
- ACG-1

### 자주포
- T13

### 장갑차
- 미너르바

## 소련
소스 : Zaloga (1984:125, 225).

### 소형전차
- T-27 (3,328대, 전쟁 전)

### 전차

#### 수륙양용차 전차
- T-37A (2,627대, 전쟁 전)
- T-38 (1,340대 전쟁 전)
- T-40 (전쟁 전 생산된 220대를 포함하여 총 709대)

#### 경전차
- T-26 (전쟁 전 11,218대)
- T-50 (65대)
- T-60 (5,839대)
- T-70 (8,226대)
- T-80 (75대)
- BT 고속전차 (전쟁 전 8,060대)

#### 중(中)형 전차
- T-28 (전쟁 전 503대)
- T-34 (전쟁 전 1225대)
  - T-34/76 (33,805대)
  - T-34/85 (21,048대)
- T-44 (965대)

#### 중(重)전차
- T-35 (전쟁 전 61대)
- SMK (실험)
- KV (클리멘트 보로실로프)(Kliment Voroshilov, 전쟁 전 508대 생산)
  - KV-1 (클리멘트 보로실로프 1) (3,015대)
  - KV-1S (클리멘트 보로실로프 1S) (1,232대)
  - KV-85 (클리멘트 보로실로프 85) (130대)
  - KV-2 (클리멘트 보로실로프 2) (334대)
- IS-2 (이오시프 스탈린 2) (3,590대)

#### 원격 무인 조종 전차(Teletank)
- TT-26
- T-38TT
- TTBT-5
- TTBT-7

### 자주포
- ZiS-30 (101대)
- SU-5
- SU-14 초중 자주포 (2문이 쿠빙카에서 독일군을 상대한 전투에 참전함)
- SU-76 (14,292대)
- ZSU-37 (75대)
- SU-85 구축전차 (2,644대)
- SU-100 구축전차 (2,495대)
- SU-122 구축전차 (638대)
- SU-152 (671대)
- ISU-122/ISU-152 (4,635대)

#### 로켓포
- 카츄사 다연장 로켓포

#### 대공차량
- M-4 GAZ AA 러시안 M1910 맥심 4연장 기관총 탑재 대공차
- ZiS-42 자동차화 25 mm 대공포
- YaG-10 자동차화 76.2 mm 대공포
- T-90 대공차량 전차 (2연장 12.7 mm DShK)
- ZSU-25 25 mm 2연장
- ZSU-37 37 mm 2연장

### 장갑차
- FAI (636 전쟁 전)
- BA-20 (2,013대)
- LB-23
- BA-64 (8,174대)
- BA-27
- BA-I
- BA-3 (전쟁 전 554대)
- BA-6
- BA-10 (3,311대)
- LB-62
- BA-11 (18대)

#### 수륙양용 장갑차
- PB-4
- PB-7
- BAD-2

#### 반궤도 장갑차
- BA-30

### Aerosans
- ANT-IV
- NKL-16
- NKL-26
- RF-8
- ASD-400

### 화포 견인차
- 콤소몰레트 (전쟁 전 4,041대)
- T-26-T
- STZ-3 (전쟁 전 3,658대)
- STZ-5 (전쟁 전 7,170대)
- 코민테른 (전쟁 전 1,017대)
- 보로실로프 (전쟁 전 228대)
- 꼬뮤나트 (전쟁 전 504대)
- YA-12 (1,666대)

### 급조 기갑전투차량
- KhTZ-16 (~90)
- IZ
- NI 전차 (~ 69대)

## 영국

### 화포 견인차
- 드래곤 마크5
- 크루세이더2를 이용한 화포 트랙터 마크1

### 전차

#### 경전차
- 경전차 마크2 (36대)
- 경전차 마크3
- 경전차 마크4
- 경전차 마크5 (22대)
- 경전차 마크6 (1,320대)
- 테트라크 전차 (177대)
- 경전차 마크8 해리 홉킨스 (A25) (100대)
- 비커스 6톤 경전차 B형 (1,939대)

#### 중(中)전차
- 비커스 중전차 마크2
- 셔먼 파이어플라이 - M4 셔먼 개조형
- 그랜트 전차 - 미국제 M3 중전차의 영국식 명칭
- M4 셔먼

#### 중(重)전차
- TOG1 중전차
- TOG2 중전차
- A33 중돌격전차
- A39 토터스 중전차

#### 순항 전차
- 마크1 순항전차(A9) (125대)
- 마크2 순항전차(A10) (205대)
- 마크3 순항전차(A13) (65대)
- 마크4 순항전차(A13 Mk.II)]] (655대)
- 커벤터 전차(A13 Mk.III)]] (1,771대)
- 크루세이더 순항전차(A15) (5,700대)
- 캐벌리어 순항전차(A24) (500대)
- 센토어 순항전차(A27L) (950대)
- 크롬웰 순항전차(A27M) (4,200대)
- 챌린저 마크8 순항전차 (A30) (296대)
- 코메트 순항전차(A34) (1,200대)
- 센츄리온 전차(A41) (6대)

#### 보병 전차
- 마틸다 마크1(A11) (140대)
- 마틸다 보병전차(A12) (2,987대)
- 발렌타인 전차 (8,275대)
- 처칠 전차(A22) (5,460대)
- 밸리언트 전차(A38) (프로토타입 1대)
- 블랙 프린스 전차 (A43) (프로토타입 6대)

### 자주포
- 비숍 자주포 (80대)
- 디컨 자주포 (175대)
- 섹스턴 자주포 (캐나다에서 2,150대 생산)
- 아처 구축전차 (655대)
- 17파운드 포 자주포, A30 어벤저 (전쟁 후 250대 완성)
- 아킬레스 자주포

### 병력수송장갑차
- 유니버셜캐리어 (84,120대)
- 로이드캐리어 (26,000대)
- 테라핀 수륙양용차 (200대)

### 장갑차
- AEC 장갑차 (629대)
- 다이믈러 장갑차 (2,694대)
- 다이믈로 수색장갑차 딩고 (6,626대)
- 가이 장갑차 (101대)
- 험버 장갑차 (5,400대)
- 험버 경수색장갑차 (3,600대 이상)
- 험버 수색장갑차 (적어도 4,102대)
- 란체스터 6x4 장갑차 (35대)
- 모리스 경수색장갑차 (2,200대)
- 모리스 CS9 (100)
- 롤스로이스 장갑차
- 스탠다드 비버렛테
- T17 장갑차 (미국제)

## 오스트레일리아

### 전차
- 센티널 전차 (실전 투입은 되지 않음)

### 장갑차
- 리노 중장갑차 (프로토타입만 만들어짐)
- 로버 경장갑차

### 수색/정찰 장갑차
- 딩고 수색장갑차
- S1 수색장갑차 (미국에서 사용하기 위해 만들어짐)

## 이탈리아
참고: 이탈리아의 제2차 세계 대전 중 무기 목록

### 소형전차
- 까로 벨로체 L3/33 (CV-33) (760)
- 까로 벨로체 L3/35 (CV-35) (1,740)

### 전차

#### 경전차
- 피아트 3000 (200)
- 까로 아르마토 L6/40 (283)

#### 중(中)전차
- 까로 아르마토 M11/39 (100)
- 까로 아르마토 M13/40 (740)
- 까로 아르마토 M14/41 (939)
- 까로 아르마토 M15/42 (82)
- 까로 사하리아노 M18/43 (프로토타입만 만들어짐)

#### 중(重)전차
- 까로 뻬산테 P26/40 (101)

### 구축전차
- 세모벤테 M40 47/32
- 세모벤테 M41 90/53
- 세모벤테 M43 120/44

### 자주포
- 세모벤테 47/32 (300)
- 세모벤테 M41 75/18 (467)
- 세모벤테 75/34 (182)
- 세모벤테 M41M 90/53 (48)
- 세모벤테 M42L 105/25 (121)

### 장갑차
- 아우토블린다 41 (647대)
- 아우토블린다 린체 (250대)

## 일본

### 소형전차
- 92식 전투차(3,304대)
- 94식 테케 (1,843대)
- 97식 테케 (1,593대)

### 전차

#### 경전차
- 92식 경전차  (560대)
- 95식 경전차 하고 (1,164대)
- 98식 경전차 게니 (871대)
- 5식 경전치 게호 (1대)

#### 중(中)전차
- 87식 중전차 치1 (445대)
- 89식 중전차 치로 (2,404대)
- 97식 중전차 치하 (3,000대)
- 1식 중전차 치헤 (450대)
- 3식 중전차 치누 (115대)
- 4식 중전차 치토 (6대)
- 5식 중전차 치리 (2대)

#### 중(重)전차
- 95식 중전차 (4대)

### 수륙양용차 차
- 2식 수륙양용전차 카미  (560대)
- 3식 수륙양용전차 카치 (211대)
- 5식 수륙양용전차 토쿠 (2대)

### 자주포
- 1식 75mm 자주포 호니1 (138대)
- 1식 105mm 자주포 호니2  (49대)
- 3식 자주포 호니3 (36대)
- 4식 150mm 자주포 호로 (3대)

## 체코슬로바키아

### 전차
- LT vz 35 (991)
- LT vz 38 (1168대)

### 구축전차s
- 헤처 구축전차(Hetzer 38(t))

## 캐나다

### 전차
- 램 순항전차 (2,993대) (전투에 사용되지 않은 정규 전차)
- 바저 - 램 순항전차의 화염방사전차형

### 자주포
- 섹스턴 자주포 - 25파운드 곡사포 탑재 궤도식 자주포. 215대

### 병력수송장갑차
- C15TA 장갑트럭  (3960대)
- [[캥거루 병력수송장갑차] (100대 이상)

### 장갑차
- 폭스 장갑차
- 다이믈러 딩고 장갑차
- 오터 경수색장갑차 (1,761대)

## 폴란드
참고: 폴란드의 기갑 전투 차량 목록

### 소형전차
- TK-3
- TKS (~560)

### 전차
- 7TP (132)
- 10TP

### 장갑차
- 사모추트 판체르니 wz.28
- 사모추트 판체르니 wz.29
- 사모추트 판체르니 wz.34

### 화포 견인차
- C2P
- C4P
- C7P
- PZInz 302

### 차량
- 피아트 508 와지크
- 피아트 508/518
- 피아트 518
- 피아트 618
- 피아트 621
- 우르수스 A

## 프랑스

### 장갑차
- 파나드 178 (941대)
- AMC 슈나이더 P-16 (100대)

### 전차

#### 장갑 수색 전차
- AMR 33 (123)
- AMR 35 (200)

#### 경전차
- FCM 1936
- 호치키스 H35 (400)
- 호치키스 H39 (692)
- 르노 FT-17 (1,580)
- 르노 R35 (1,601)
- 르노 R40

#### 중(中)전차
- 르노 샤르 B1 (405)

#### 기병 전차
- 소뮤아 S35 (430)

#### 장갑전투차
- AMC 34 (12대)
- AMC 35 (5대0)

#### 중(重)전차
- 샤르 2C - 전간기에 10대가 생산됨.

## 헝가리
헝가리의 제2차 세계 대전 중 무기 목록도 참조.

### 전차
- 톨디 1, 2, 2a, 및 3형 (220대)
- 투란 1형 및 2형I (424대)

## 외부 추가 정보
- 제2차 세계 대전의 캐나다의 군용 차량